# Двойная упёртость
«Двойная упёртость» — седьмой эпизод двадцать первого сезона мультсериала «Южный Парк». Вышел 8 ноября 2017 года в США. Премьера в России прошла 16 ноября на телеканале Paramount Comedy.

## Сюжет
Отношения между Картманом и Хайди напряжены из-за жёсткого отношения Картмана с ней. В его плохом настроении он обвиняет плохое питание, и Хайди уговаривает Картмана попробовать вегетарианскую диету. Картман соглашается, но на следующий день в столовой он продолжает унижать Хайди перед мальчиками. Кайл пытается поговорить с Хайди, но ни к чему хорошему это не приводит. Картман обманывает Хайди и приносит ей куриные крылышки из KFC под видом вегетарианской пищи. Вернувшись в школу, она чувствует себя раздутой и больной, в то время как Картман оскорбляет её за спиной и говорит мальчикам, что она становится толстой. Кайл хочет разобраться в их отношениях. Он идёт к девочкам на волейбол и просит их перестать издеваться над Хайди. Девочки считают, что он испытывает к ней чувства. Кайл решает отказаться от идеи разорвать отношения Картмана и Хайди, но позже разговаривает с ней в спортивном зале об Эрике.
Картман приходит к Токену и говорит, что Хайди с ним рассталась. Он просится к нему домой. Родители Токена говорят Эрику, что Хайди встречается с Кайлом. Картман злится и в ярости пытается побить Кайла, но Кайл выигрывает одним ударом. Девочки приглашают Хайди в кафе и начинают унижать её отношения с Картманом. Хайди навещает Картмана, чтобы извиниться, но Картман начинает манипулировать ей.
Президента Гаррисона предупреждают, что народ считает его некомпетентным, но Гаррисон продолжает держать своё предвыборное обещание. Позже один из его помощников получает результаты опроса, в котором показано, что рейтинг президента падает. Гаррисон решает изменить рейтинг при помощи социальной психологии. Его помощники приносят ему торт, чтобы отпраздновать его день рождения, и Гаррисон обещает, что следующие три года будут ещё лучше.
Однако мистер Гаррисон убивает Кенни.

## Приём
Серия получила смешанные отзывы от критиков. Издание IGN оценило эпизод на 6.3 балла из 10. Сайт 411mania поставил 7.3 из 10. В The A.V. Club эпизод оценили на «A-». В то же время в Den of Geek серии поставили 2.5 из 5 звёзд. Положительная статья о серии вышла на сайте журнала Forbes.